# دختر بهترین دوست من (فیلم ۲۰۰۸)
دختر بهترین دوست من (به انگلیسی: My Best Friend's Girl) فیلمی محصول سال ۲۰۰۸ و به کارگردانی هاوارد دویچ است. در این فیلم بازیگرانی همچون دین کوک، کیت هادسن، جیسن بیگز، لیزی کاپلان، الک بالدوین، تاران کیلام، دیورا برد، مالکوم برت، ریکی لیندهوم، مینی آندن، جنی ملن، براد گرت و نیت تورنس ایفای نقش کرده‌اند. این فیلم درباره رابطه خانوادگی میباشد. 